# Helmut Nicolai
Gottfried Alphons Karl Eduard Hans Ulrich Wilhelm Helmuth Nicolai (* 8. September 1895 in Charlottenburg; † 11. Dezember 1955 in Marburg) war ein deutscher Jurist im Dienste des NS-Regimes.

## Familie, Studium und Beamtenlaufbahn
Als Sohn des preußischen Majors und bekannten Militärschriftstellers Alphons Nicolai und seiner Ehefrau Maria Mannel besuchte er die Gymnasien in Potsdam, Oppeln, Berlin und zuletzt in Elberfeld (1910–1914), wo er auch das Abitur ablegte.
Am Ersten Weltkrieg nahm er nur bis 1915 teil, da er erkrankte.
Nach dem Studium der Staats- und Rechtswissenschaften in Berlin und Marburg von 1915 bis 1919 erlangte er 1920 die Promotion zum Dr. jur. mit dem Thema Die Anleihen der Aktiengesellschaften. Die Beteiligung am Kapp-Putsch im März 1920 und ein einjähriger freiwilliger Militärdienst bildeten eine Zwischenstation hin zum Staatsdienst.
In Kassel begann seine Laufbahn als Regierungsassessor von 1921 bis 1924. Dann erfolgte der Dienst in Wittenberg und in Münster. Da er sich im Wikingbund betätigte, wurde er disziplinarisch belangt und nach Oppeln versetzt. Als er Kontakte zur NSDAP aufnahm und diese bekannt wurden, musste er den Staatsdienst im Mai 1931 verlassen.

## Tätigkeit bei der NSDAP
Nachdem er die Parteimitgliedschaft erworben hatte, nahm er eine Tätigkeit bei der NSDAP in München auf. Diese Vermittlung kam durch Gregor Strasser zustande, der ihn in der Abteilung II der Reichsleitung der NSDAP beschäftigte. Hier sollte er die rechtstheoretischen Grundlegung für einen „neuen Staatsaufbau“ leisten. Durch zwei Veröffentlichungen in den Jahren 1932 und 1933, Die Rassengesetzliche Rechtslehre und Grundlagen der kommenden Verfassung, präsentierte er sich als führender Rechtstheoretiker der NSDAP. In Zusammenarbeit mit seinem Stellvertreter Ernst von Heydebrand und der Lasa sowie Achim Gercke entwarf er 1932 ein „Rassenscheidungsgesetz“, das wesentliche Gedanken der späteren Nürnberger Gesetze vorwegnahm.
Grundsätzliche Theorien Nicolais waren:
Der Maßstab für die Gerechtigkeit in Gesetzgebung und Rechtsprechung sei im germanischen, nordischen Rechtsgeiste zu finden; ansonsten fehle die zentrale Rechtsidee.
Die nordische Rasse habe für bestimmte Rechtsanschauungen eine besondere Aufnahmefähigkeit.
Es werde Aufgabe der Verfassung sein, als zentrale Rechtsidee die nationalsozialistische Weltanschauung, den völkischen Gedanken, den nordischen Rechtsgeist als Grundgesetz für den Aufbau des Staatslebens, als Grundlage des Rechtslebens und als Richtschnur für das ganze Volksleben aufzustellen. Die zentrale Rechtsidee sei das, was nach deutschrechtlicher, nordischer Weltanschauung als ewiges Recht unveränderlich in den Sternen stehe. Die Erkenntnis, dass der ethische Rechtsgedanke, die zentrale Rechtsidee im völkischen Gedanken wurzelt, und rassisch bedingt sei, habe eine große praktische Bedeutung. Der von Grund auf männliche Charakter eines deutschen Staatswesens müsse darin zum Ausdruck kommen, dass dem Manne die Leitung der öffentlichen Angelegenheiten allein zusteht. Eine Ausnahme könne gemacht werden, wo unverheiratete Frauen in Berufen, wie etwa in der Karitas, als Lehrerin, als Frauenärztin, als Schriftstellerin oder Künstlerin aus eigener Kraft etwas Besonderes geleistet haben. Das nordische Strafrecht diene dem erbgesundheitlichen Auslesegedanken. Die öffentlichen Todesstrafen der Germanen hätten mit Vergeltung oder ähnlichen Strafzwecken nichts zu schaffen.
In Berlin wurde Nicolai im April 1932 in den Preußischen Landtag gewählt. Danach übernahm er in Magdeburg vom 14. Juni 1933 bis 1934 die Position des Regierungspräsidenten. Als es dort mit dem Gauleiter Wilhelm Loeper zu Meinungsverschiedenheiten über widerrechtliche Übergriffe des Gauleiters kam, ging er vom 14. März 1934 bis 1935 als Ministerialdirektor ins Reichsinnenministerium bei Wilhelm Frick, wo er an den Bereich der Gesetzesvorhaben für eine neue Verfassung beteiligt wurde.
1933 gehörte Nicolai zu den Gründungsmitgliedern der nationalsozialistischen Akademie für Deutsches Recht Hans Franks. Ferner gehörte er zu den Gründungsmitgliedern des  Ausschusses für Rechtsphilosophie dieser Akademie, dessen Vorsitzender ebenfalls Hans Frank war.

## Sturz und Ende in der NSDAP
Als er in dem Ministerium seine Auffassungen über das Verhältnis von Partei und Staat mit ihrer Abgrenzung zueinander konkretisieren wollte, wie es Frick ähnlich auffasste, kam es zum Konflikt mit Kreisen der NSDAP. Nicolai hatte im Vorwort seiner Schrift über die zukünftige Verfassung geschrieben, dass die Partei nach Erfüllung ihrer Aufgaben aufgelöst werden sollte und im Staat das Recht an erster Stelle stehen würde. Die Rolle der Frau sollte so bestimmt werden, dass diese das germanische „Reichsbürgerrecht“ nicht besitzen sollten. Auch sah er ein gestaffeltes Rätesystem kommen und neue Reichsstatthalter, die eine stärkere Position gegenüber Adolf Hitler einnehmen sollten. Nicolai stellte sich gegen die Konzeption eines einheitlichen Staatszentralismus.
Nicolai hatte sich mit seinen Darlegungen bei den Nationalsozialisten in den Verdacht gebracht, ein Anhänger des Rechtsliberalismus zu sein. An der Spitze seiner Gegner stellte sich Göring, der ihm mit einem Strafverfahren wegen eines Sittlichkeitsdeliktes drohte, wenn er seine Position nicht aufgeben würde.
Nicolai wurde Anfang 1935 des Vergehens nach § 175 bezichtigt, wie auch andere missliebige Beamte in diesem Jahr (zum Beispiel Achim Gercke und Herbert Mumm von Schwarzenstein). Er „gestand“ den Tatbestand in fünf Fällen „voll erfüllt zu haben“ und wurde aus allen Ämtern sowie aus der NSDAP ausgeschlossen. Danach betätigte er sich als Wirtschaftsjurist und Immobilienverwalter und diente von 1939 bis 1940 und 1943 bis 1945 bei der Wehrmacht.

## Nachkriegsphase
Nach einer mehrmonatigen sowjetischen Kriegsgefangenschaft nahm er ab 1946 eine Tätigkeit als Steuerberater in Marburg auf. In der Sowjetischen Besatzungszone wurden alle seine Schriften mit Ausnahme von Grundriß des Sparkassenwesens (1928) auf die Liste der auszusondernden Literatur gesetzt. Da er durch seine NS-Vergangenheit belastet war, wurde ihm 1949 eine Betätigung als Steuerberater und Schriftsteller für die Dauer von drei Jahren verboten. Doch diese Entscheidung wurde schon 1950 aufgehoben. In den folgenden Jahren hatte er auch 1955 keine Vorbehalte, sich zu seinen NS-Schriften zu bekennen, so in Wer ist wer? in der Ausgabe von 1955.
Seit 1937 war er mit Ilse Hoepke verheiratet.

## Schriften
- Grundriß des Sparkassenwesens. Ein Hand- und Lehrbuch, Grass, Barth und Comp., Breslau 1928
- Oberschlesien im Ringen der Völker. Hrsg. von der Ortsgruppe Oppeln des Kampfbundes für deutsche Kultur, Breslau 1930
- Die Rassengesetzliche Rechtslehre. Grundzüge einer nationalsozialistischen Rechtsphilosophie, Nationalsozialistische Bibliothek Heft 39,  Verlag Eher, München 1932
- Rasse und Recht, Vortrag, gehalten auf dem Deutschen Juristentage des Bundes nationalsoz. deutscher Juristen am 2. Okt. 1933 in Leipzig, Reimar Hobbing Verlag, Berlin 1933
- Grundlagen der kommenden Verfassung: Über den staatsrechtlichen Aufbau des Dritten Reiches, Verlag R. Hobbing, Berlin 1933
- Der Staat im nationalsozialistischen Weltbild, Schaeffer Verlag C.F. Hirschfeld, Leipzig 1933
- Der Neuaufbau des Reiches nach dem Reichsreformgesetz vom 30. Januar 1934, Verlag C. Heymann, Berlin 1934
- Die Wurzeln des modernen Bankwesens. Rasse und Bankwesen, Verlag R. Hobbing Berlin 1934
- Nationalsozialismus und Staatsrecht, Berlin 1935 (Aus dem Vorwort: „In diesem Beitrag schildert der Verfasser nicht nur die Grundsätze der nationalsozialistischen Bewegung in ihrem Hervortreten beim bisherigen Aufbau des nationalsozialistischen Staates; er weiß zugleich aus erlebtem Wissen heraus die Änderungen der staatlichen Formen von ihrem Inhalt, dem Volke her zu deuten. Er deckt zahlreiche Zusammenhänge von größter Wichtigkeit für den Erfolg weiterer Staatsgestaltung auf und richtet den Blick des Lebens in die deutsche Zukunft, wo als starker, reiner Gleichklang zwischen Volk und Staat das Dritte Reich stehen wird.“)
- Der Stammbaum Christi – Ein neuer Weg zum Evangelium und Naturrecht, Marburg an der Lahn, Deutschritter Verlag 1950
- Arolsen – Lebensbild einer deutschen Residenzstadt, C. A. Starke-Verlag, Glücksburg/Ostsee 1954
- Vom Rechtsstaat zum Gewaltstaat. Staat, Behörden und Beamte in Waldeck 1814 - 1886, Sonderdruck aus Band 47 der Waldeckischen Geschichtsblätter, C. A. Starke-Verlag, Glücksburg/Ostsee 1955
- Die Landesdirektoren und Landräte in Waldeck 1814–1868. In: Geschtsbll. für Waldeck. 48, 1956 (mit Nachruf von H. Steinmetz)
- Waldeckische Wappen. jeweils bearbeitet von Wilhelm Hellwig und Ingeborg Moldenhauer
  - Teil 1: Einführung in die Heraldik, Adelswappen. 1985, ISBN 3-87077-049-X.
  - Teil 2: Bürgerwappen. 1987, ISBN 3-87077-053-8.
  - Teil 3: Wappen der Waldeckischen Städte und Grossgemeinden, Familienwappern und Hausmarken. 1991, ISBN 3-9802226-2-4.